# NGC 7690
NGC 7690 é uma galáxia espiral (Sb) localizada na direcção da constelação de Phoenix. Possui uma declinação de -51° 41' 54" e uma ascensão recta de 23 horas, 33 minutos e 02,4 segundos.
A galáxia NGC 7690 foi descoberta em 3 de Outubro de 1834 por John Herschel.